# Tú no eres especial
Tú no eres especial (lit. ‘Tu no ets especial’) és una sèrie de televisió espanyola de comèdia i fantasia creada per Estíbaliz Burgaleta per a la plataforma Netflix. Va protagonitzar-la l'actriu catalana Dèlia Brufau amb la productora Oria Films. Es va estrenar a la plataforma el 2 de setembre de 2022.

## Sinopsi
L'Amaia és una jove barcelonina de 16 anys que es veu obligada a traslladar-se a la vila natal de sa mare, Salabarria, a Navarra i de parla basca. Allà descobreix que pot haver heretat els poders de l'àvia, Paula Ezkerra, que era una bruixa reconeguda en la regió.

## Elenc
- Dèlia Brufau com a Amaia
- Oskar de la Fuente com a Javi
- Ainara Pérez com a Lucía
- Jaime Wang com a Zhao
- Hilary Yanela com a Ona
- Elia Galera com a Laura
- Jordi Aguilar com a Íñigo
- Miriam Cabeza com a Itziar
- Gabriel Guevara com a Asier
- María Mercado com a Irene
- Míriam Rubio com a Zuri
- Víctor Pérez com a Fran Chivite
- Unai Arana com a Jokin

## Producció
El 21 de desembre de 2020, Netflix va anunciar que preparava la sèrie. La creadora, Estíbaliz Burgaleta, té renom per haver coordinat el guió de Skam España. El rodatge de la sèrie va començar el juliol de 2021 íntegrament a Navarra, en concret dins i als voltants de Lekunberri i Leitza. Va ser produïda per Oria Films i dirigida per Inma Torrente i Laura M. Campos. D'una altra banda, el guió va ser elaborat per Burgaleta mateix juntament amb Alberto Grondona i Sergio Granda. La sèrie consta d'una sola temporada de 6 capítols.